# Directions générales (Union européenne)

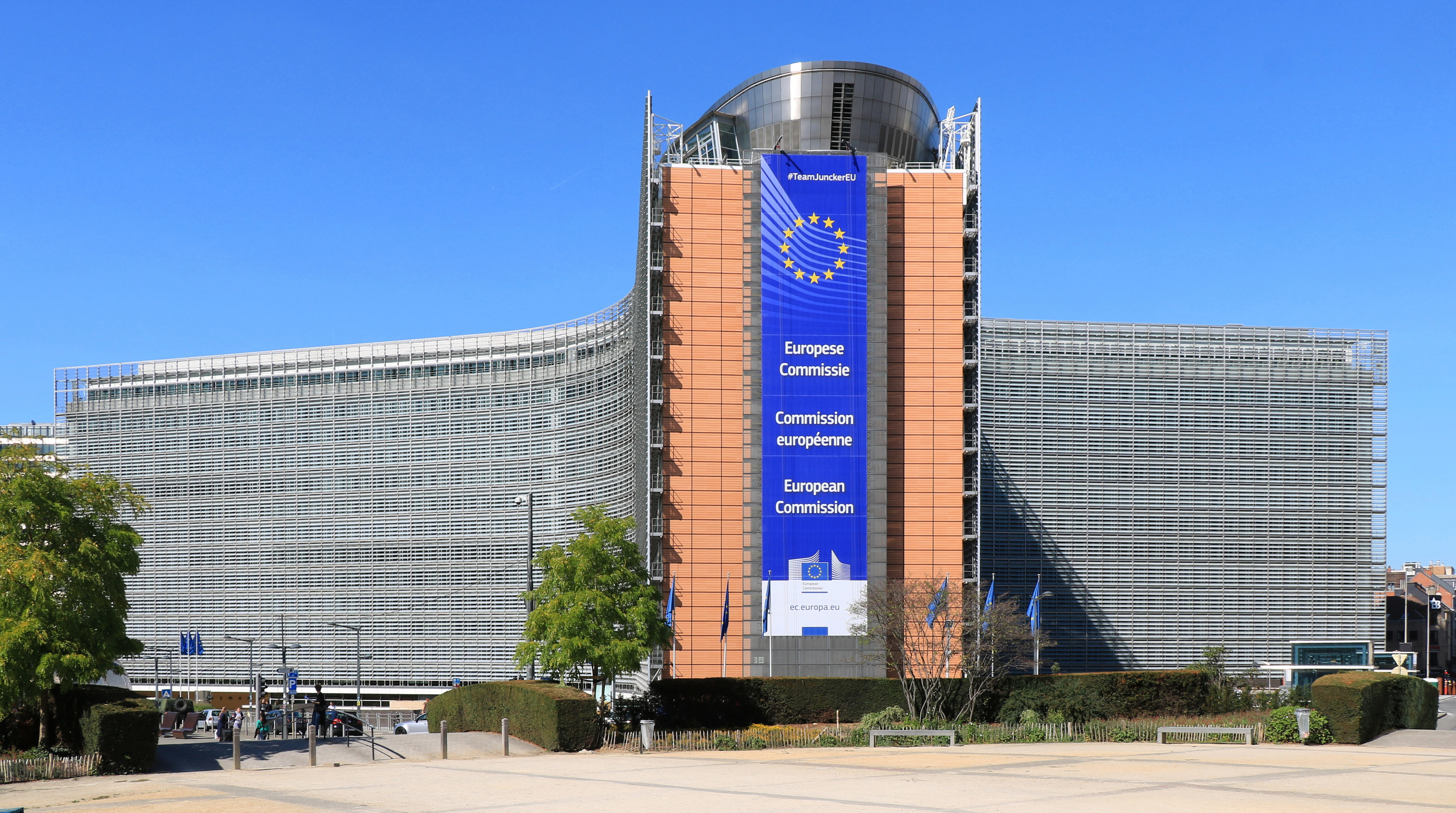
Siège de la Commission européenne à Bruxelles (bâtiment Berlaymont).

Dans la politique européenne, les directions générales sont des départements dotés de zones de responsabilité spécifiques. Si l'on considère plus spécifiquement la Commission européenne, les directions générales sont l'équivalent des ministères au niveau national. La plupart sont dirigés par un commissaire européen, responsable de la direction générale et chargé (politiquement responsable) du domaine politique correspondant ; et un directeur général, responsable de la gestion des affaires quotidiennes, qui rend compte au commissaire européen.
Presque toutes les divisions organisationnelles supérieures du Secrétariat du Parlement européen et du Secrétariat général du Conseil de l'Union européenne sont également appelées directions générales.
L'Office européen des brevets (qui fait partie de l'Organisation européenne des brevets, distincte de l'UE) dispose également de directions générales, qui sont des regroupements administratifs de départements.

## Directions générales de la Commission européenne
Les directions générales de la Commission européenne sont divisées en quatre groupes : les DG politiques, les DG Relations extérieures, les DG Services généraux et les DG Service intérieur. En interne, les DG sont désignées par leurs abréviations, fournies ci-dessous.
| DG                                                                                  | Abréviation | Commissaire compétent                                                                         |
| ----------------------------------------------------------------------------------- | ----------- | --------------------------------------------------------------------------------------------- |
| Bureau des paiements                                                                | PMO         | Commissaire européen chargé des relations interinstitutionnelles et de l'administration       |
| Agriculture et développement rural (en)                                             | AGRI        | Commissaire européen à l'Agriculture et au Développement rural                                |
| Budget                                                                              | BUDG        | Commissaire européen au Budget et aux Ressources humaines                                     |
| Action climatique                                                                   | CLIMA       | Commissaire européen à l'Action pour le climat                                                |
| Communication (en)                                                                  | COMM        | Commissaire européen à la communication                                                       |
| Direction générale des réseaux de communication, du contenu et des technologies     | CNECT       | Commissaire européen à la Société numérique                                                   |
| Concurrence                                                                         | COMP        | Commissaire européen à la Concurrence                                                         |
| Délégué à la protection des données                                                 | DPO         | Président de la Commission européenne                                                         |
| Défense, industrie, espace (en)                                                     | DEFIS       | Commissaire européen au Marché intérieur                                                      |
| Direction générale des affaires économiques et financières                          | ECFIN       | Commissaire européen à la Fiscalité, à l'Union douanière, à l'Audit et à la Lutte anti-fraude |
| Éducation, jeunesse, sport et culture (en)                                          | EAC         | Commissaire européen à l'Éducation et à la Culture                                            |
| Emploi, affaires sociales et insertion (en)                                         | EMPL        | Commissaire européen à l'Emploi, aux Affaires sociales et à l'Insertion                       |
| Énergie                                                                             | ENER        | Commissaire européen à l'Énergie                                                              |
| Direction générale de l'Environnement                                               | ENV         | Commissaire européen aux Affaires maritimes et à la Pêche                                     |
| Office européen de lutte antifraude                                                 | OLAF        | Commissaire européen chargé des relations interinstitutionnelles et de l'administration       |
| Aide humanitaire et réaction aux crises                                             | ECHO        | Commissaire européen à l'Aide humanitaire et à la Réaction aux crises                         |
| Bibliothèque de la Commission européenne                                            |             | Commissaire européen chargé des relations interinstitutionnelles et de l'administration       |
| Direction générale du voisinage et des négociations d'élargissement                 | NEAR        | Commissaire européen à l'Élargissement et à la Politique européenne de voisinage              |
| Office européen de recrutement du personnel                                         | EPSO        | Commissaire européen chargé des relations interinstitutionnelles et de l'administration       |
| École européenne d'administration (en)                                              | EUSA        | Commissaire européen chargé des relations interinstitutionnelles et de l'administration       |
| Eurostat                                                                            | ESTAT       | Commissaire européen à la Fiscalité, à l'Union douanière, à l'Audit et à la Lutte anti-fraude |
| Stabilité financière, Union des services financiers et des marchés de capitaux (en) | FISMA       | Commissaire européen aux Services financiers                                                  |
| Service des instruments de politique étrangère                                      | FPI         | Haut représentant de l'Union pour les affaires étrangères et la politique de sécurité         |
| Direction générale de la Santé et de la Sécurité alimentaire                        | SANTE       | Commissaire européen à la Santé et à la Politique des consommateurs                           |
| Autorité européenne de préparation et de réaction en cas d’urgence sanitaire        | HERA        | Commissaire européen à la Santé et à la Politique des consommateurs                           |
| Service des archives historiques                                                    |             | Commissaire européen chargé des relations interinstitutionnelles et de l'administration       |
| Ressources humaines et sécurité (en)                                                | HR          | Commissaire européen chargé des relations interinstitutionnelles et de l'administration       |
| Direction générale de l'informatique                                                | DIGIT       | Commissaire européen chargé des relations interinstitutionnelles et de l'administration       |
| Infrastructure et logistique à Bruxelles                                            | OIB         | Commissaire européen chargé des relations interinstitutionnelles et de l'administration       |
| Infrastructure et logistique à Luxembourg                                           | OIL         | Commissaire européen chargé des relations interinstitutionnelles et de l'administration       |
| Inspire, Debate, Engage and Accelerate Action                                       | IDEA        | Président de la Commission européenne                                                         |
| Service des audits internes (en)                                                    | IAS         | Commissaire européen à la Justice                                                             |
| Marché intérieur, industrie, entrepreneuriat et PMEs (en)                           | GROW        | Commissaire européen aux Industries et à l'Entrepreneuriat                                    |
| EuropeAid                                                                           | INTPA       | Commissaire européen au développement                                                         |
| Traduction et interprétation (en)                                                   | SCIC        | Commissaire européen chargé des relations interinstitutionnelles et de l'administration       |
| Centre commun de recherche                                                          | JRC         | Commissaire européen à la Recherche                                                           |
| Justice et consommateurs (en)                                                       | JUST        | Commissaire européen à la Justice                                                             |
| Services juridiques                                                                 | SJ          | Président de la Commission européenne                                                         |
| Direction générale des affaires maritimes et de la pêche                            | MARE        | Commissaire européen aux Affaires maritimes et à la Pêche                                     |
| Migration et affaires intérieures (en)                                              | HOME        | Commissaire européen à la Migration, aux Affaires intérieures et à la Citoyenneté             |
| Direction générale de l'Énergie et des Transports                                   | MOVE        | Commissaire européen aux Transports                                                           |
| Office des publications de l'Union européenne                                       | OP          | N/A                                                                                           |
| « Recovery and Resilience Task Force »                                              | RECOVER     | Président de la Commission européenne                                                         |
| Politiques urbaines et régionales (en)                                              | REGIO       | Commissaire européen à la Cohésion et aux Réformes                                            |
| Recherche et innovation (en)                                                        | RTD         | Commissaire européen à la Recherche                                                           |
| Secrétariat Général                                                                 | SG          | Président de la Commission européenne                                                         |
| Réformes structurelles (en)                                                         | REFORM      | Commissaire européen à la Cohésion et aux Réformes                                            |
| Fiscalité et de l'Union douanière                                                   | TAXUD       | Commissaire européen à la Fiscalité, à l'Union douanière, à l'Audit et à la Lutte anti-fraude |
| Commerce (en)                                                                       | TRADE       | Commissaire européen au Commerce                                                              |
| Direction générale de la Traduction                                                 | DGT         | Commissaire européen chargé des relations interinstitutionnelles et de l'administration       |

## Directions générales du Parlement européen

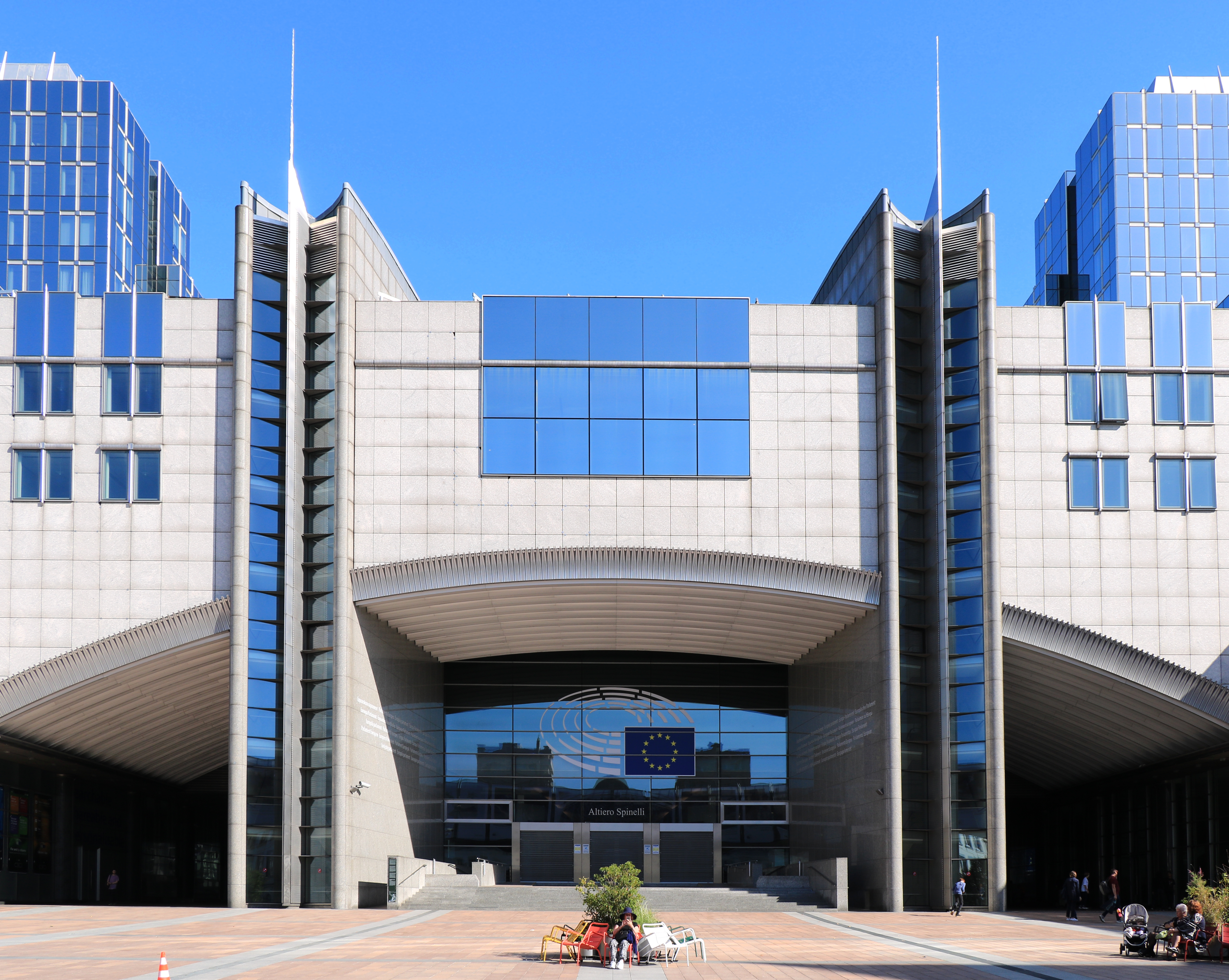
Le bâtiment Altiero-Spinelli, lieu de travail du Parlement européen à Bruxelles.

Outre son service juridique, le Secrétariat du Parlement européen est composé de plusieurs directions générales, dont chacune possède une abréviation officielle,,.
| Direction générale (DG)                              | Abréviation |
| ---------------------------------------------------- | ----------- |
| DG de la Présidence                                  | DG PRES     |
| DG des politiques internes de l'Union                | DG IPOL     |
| DG des politiques extérieures de l'Union             | DG EXPO     |
| DG des Services de recherche parlementaire           | DG EPRS     |
| DG de la Communication                               | DG COMM     |
| DG des partenariats pour la démocratie parlementaire | DG PART     |
| DG du Personnel                                      | DG PERS     |
| DG des infrastructures et de la logistique           | DG INLO     |
| DG de la Traduction                                  | DG TRAD     |
| DG Logistique et Interprétation des Conférences      | DG LINC     |
| DG des Finances                                      | DG FINS     |
| DG de l'Innovation et du Soutien Technologique       | DG ITEC     |
| DG de la sécurité et de la sûreté                    | DG SAFE     |

## Directions générales du Secrétariat général du Conseil de l'Union européenne

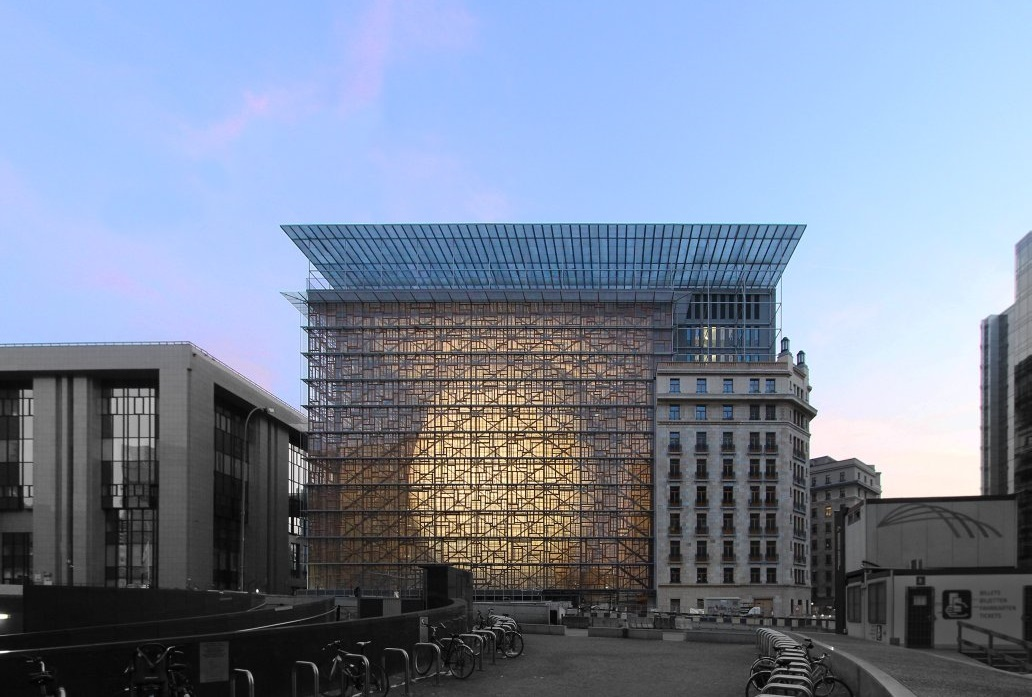
Le Secrétariat général du Conseil de l'Union européenne

Le Secrétariat général du Conseil de l'Union européenne est composé de plusieurs directions générales, chacune dirigée par un directeur général ou un directeur général adjoint,.
| Direction générale (DG)                         | Abréviation |
| ----------------------------------------------- | ----------- |
| Compétitivité et commerce                       | COMPET      |
| Affaires économiques et financières             | ECOFIN      |
| Politique générale et institutionnelle          | GIP         |
| Justice et affaires intérieures                 | JAI         |
| Service juridique                               | JUR         |
| Agriculture, pêche, affaires sociales et santé  | LIFE        |
| Relations extérieures                           | RELEX       |
| Transports, énergie, environnement et éducation | TREE        |
| Communication et information                    | COMM        |
| Service de traduction                           | LING        |
| Développement organisationnel et services       | ORG         |
| Services numériques                             | SMART       |